# Francesco Albani
Francesco Albani, também conhecido por Albano, (Bolonha, 17 de agosto de 1578 — Bolonha, 4 de outubro de 1660) foi um pintor barroco italiano ativo em Bolonha (1591-1600), Roma (1600-1609), Bolonha (1609), Viterbo (1609-1610), Bolonha (1610), Roma (1610-1617), Bolonha (1618-1660), Mantova (1621-1622), Roma (1623-1625) e Florença (1633).

## Primeiros anos em Bolonha
Albani nasceu em Bolonha, Itália em 1578. Seu pai era um comerciante de seda que pretendia que ele fizesse seu próprio comércio. Aos doze anos, porém, tornou-se aprendiz do competente pintor maneirista Denis Calvaert, em cujo ateliê conheceu Guido Reni. Ele logo seguiu Reni para a chamada "Academia" dirigida por Annibale, Agostino e Ludovico Carracci. Este estúdio fomentou a carreira de muitos pintores da escola bolonhesa, incluindo Domenichino, Massari, Giovanni Battista Viola, Lanfranco, Giovanni Francesco Grimaldi, Pietro Faccini, Remigio Cantagallina e Reni.

## Trabalho maduro em Roma

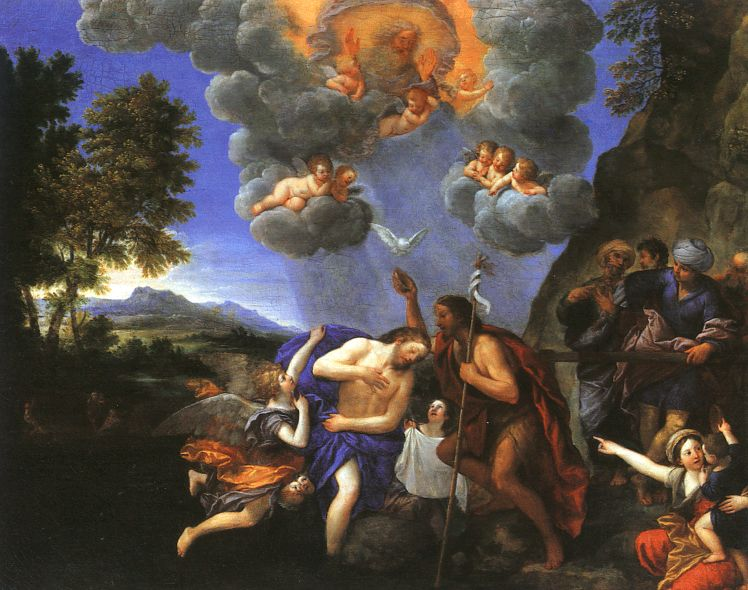
Batismo de Cristo c. 1640, Museu Estatal Hermitage, São Petersburgo

Em 1600, Albani mudou-se para Roma para trabalhar na decoração dos afrescos da galeria do Palazzo Farnese, que estava sendo concluída pelo estúdio de Annibale Carracci. Nessa época, Roma, sob o comando de Clemente VIII Aldobrandini (1592–1605), exibia certo grau de estabilidade administrativa e renovado patrocínio artístico. Enquanto o Papa Clemente nasceu em uma família florentina residente em Urbino, sua família foi aliada pelo casamento com a Emília-Romanha e os Farnese, já que Ranuccio I Farnese, Duque de Parma, havia se casado com Margherita Aldobrandini. Parma, como Bolonha, por pertencer à Região da Emilia-Romagna, não foi surpreendente que o Cardeal Odoardo Farnese, Irmão de Ranuccio, escolheu patrocinar os Carraccis de Bolonha, estabelecendo assim o domínio bolonhês da pintura romana de afrescos por quase duas décadas.
Albani se tornou um dos aprendizes mais proeminentes de Annibale. Usando os projetos de Annibale e auxiliado por Lanfranco e Sisto Badalocchio, Albani completou afrescos para a Capela de San Diego em San Giacomo degli Spagnoli entre 1602 e 1607. Em 1606-7, Albani completou os afrescos no Palazzo Mattei di Giove em Roma. Mais tarde, ele completou dois outros afrescos no mesmo palácio, também sobre o tema da Vida de Joseph.
Em 1609, ele completou o teto de um grande salão com a Queda de Faeton e o Conselho dos Deuses para o Palazzo Giustiniani (agora Palazzo Odescalchi) em Bassano (di Sutri) Romano. Este trabalho foi encomendado por Vincenzo Giustiniani, também famoso como patrono de Caravaggio.
Durante 1612-14, Albani concluiu os afrescos do Coro na igreja de Santa Maria della Pace, que tinha acabado de ser remodelada por Pietro da Cortona. Em 1616, ele pintou afrescos no teto de Apolo e as Estações no Palazzo Verospi na Via del Corso para o cardeal Fabrizio Verospi.
Em seus últimos anos, Albani desenvolveu uma rivalidade mútua, embora respeitosa, com o mais bem-sucedido Guido Reni, que também era fortemente patrocinado pelos Aldobrandini, e sob o qual Albani havia trabalhado na capela do Palazzo del Quirinale.
Os melhores afrescos de Albani são aqueles sobre assuntos mitológicos. Entre os melhores de seus temas sagrados estão um São Sebastião e uma Assunção da Virgem, ambos na igreja de San Sebastiano fuori le Mura em Roma. Ele estava entre os pintores italianos que se dedicaram à pintura de quadros de gabinete. Seus temas mitológicos incluem Vênus adormecida, Diana no banho, Danaë reclinada, Galatea no mar e Europa no touro. Uma rara gravura, a morte de Dido, é atribuída a ele. Carlo Cignani, Andrea Sacchi, Francesco Mola e Giovanni Francesco Grimaldi estava entre seus alunos. Após a morte de sua esposa, ele retornou a Bolonha, onde se casou pela segunda vez e viveu até sua morte.

## Principais obras
- Veja a lista cronológica de pinturas de Francesco Albani
- Afrescos no Salão de Enéias - Palazzo Fava, Bolonha
- Afrescos no Oratório de San Colombano - Bolonha
- Afrescos no Salão de Enéias (1601-1602) - Palazzo Doria Pamphilj, Roma
- Afrescos de San Giacomo degli Spagnoli (1602-1607) - Museu do Prado e no Museu Nacional de Arte da Catalunha
- Sagrada Família com Anjos (1608-1610) - MFA, Boston
- Telas alegóricas das estações primavera, verão, outono e inverno (1616-1617) - Galleria Borghese, Roma
- Natividade da Virgem (1598) - Pinacoteca, Museo Capitolino, Roma
- Batismo de Cristo (c. 1620) - Óleo sobre tela, Pinacoteca Nazionale di Bologna
- Diana e Actaeon (1625–1630) - Óleo sobre madeira transferido para tela, Gemäldegalerie, Dresden
- Quatro Elementos (1628–1630) - Pinacoteca, Torino
- Sagrada Família com Anjos (1630-1635) - Óleo sobre tela, Palazzo Pitti, Florença
- Auto-retrato (c. 1630) - Óleo sobre tela, Pinacoteca Nazionale di Bologna
- Vênus assistida por ninfas e cupidos (1633) - Óleo sobre tela, Prado, Madrid) [1]
- Anunciação (1633) - Igreja de San Bartolomeo, Bolonha
- A Anunciação - Óleo sobre cobre, Hermitage, São Petersburgo
- Madonna com Criança na Glória com Santos. Jerônimo e Francisco (c. 1640) - óleo sobre cobre, Pinacoteca Nazionale di Bologna
- O Batismo de Cristo (c. 1640) - Óleo sobre tela, Ermida, São Petersburgo
- The Rape of Europa (c. 1640-1645) - Óleo sobre tela, Hermitage, São Petersburgo
- Anunciação (c. 1640-1645) - Óleo sobre cobre, Hermitage, São Petersburgo
- As Santas Mulheres na Tumba de Cristo (anos 1640-1650) - Óleo sobre tela, Ermida, São Petersburgo
- Danza degli amorini - Pinacoteca di Brera, Milão
- Tondo Borghese - Galleria Borghese, Roma
- Paisagens de Tasso - Galleria Colonna, Roma
- Sagrada Família - Igreja de Madonna di Galliera, Bolonha

## Obras de propriedade do Musée du Louvre
- Actéon transformado em veado (c. 1630)
- Actéon transformado em veado (c. 1617)
- Adônis liderado por Cupidos a Vênus (1621-1633)
- Apollo e Daphne (c. 1615-1620)
- A Lamentação de Cristo (c. 1601-1602)
- O banheiro de Vênus (1621-1633)
- A Anunciação (c. 1620-1625)
- Cristo Aparecendo a Maria Madalena / Noli me tangere (c. 1620-1625)
- O Pai Eterno e o Anjo Gabriel (c. 1650-1660)
- Vênus e Vulcano em repouso (1621-1633)
- Ninfas desarmando cupidos (1621-1633)
- São Francisco de Assis orando antes de um crucifixo (c. 1630-1650)
- Salmacis e Hermafrodito (c. 1630-1640)
- Vênus e Adônis (c. 1630-1640)
- A Natividade (c. 1600) Atribuída